# Oleksandr Horjaïnov
Oleksandr Serhijovyč Horjaïnov (in ucraino Олександр Сергійович Горяїнов?; Charkiv, 29 giugno 1975) è un allenatore di calcio ed ex calciatore ucraino, di ruolo portiere.

## Carriera
Comincia nelle giovanili del Metalist Kharkiv prima di trasferirsi all'altra squadra della città, l'Olympik, per poi tornare a casa dopo un anno. A Charkiv resta altri due anni prima di passare al CSKA Kiev. Nel 1997 torna al Metalist Kharkiv, dove in sei anni gioca per 179 volte, prima di andare a Kryvyj Rih nel Futbol'nyj Klub Kryvbas dove tra il 2003 e il 2005 colleziona 49 presenze. Tornare quindi per la quarta volta al Metalist Kharkiv, dove nel 2007 viene nominato capitano della squadra dall'allenatore Miron Markevich.